# Neumann Tibor (történész)
Neumann Tibor (Budapest, 1978. február 24. –) történész.

## Élete
2003-ban végzett a Pázmány Péter Katolikus Egyetem történelem–latin szakán. 2007-ben doktorált.
2002–2007 között oktatott a Pázmány Péter Katolikus Egyetem Medievisztika Tanszékén, 2004–2005 között pedig az ELTE Régészeti Intézetében.
2007–2009 között a Magyar Medievisztikai Kutatócsoport tudományos segédmunkatársa, 2010-től az MTA Történettudományi Intézetének tudományos munkatársa, 2014-től tudományos főmunkatársa.
2001–2009 között szerkesztője az Analecta Mediaevaliának és 2010-től a Turulnak.

## Elismerései
- 2008 Akadémiai Ifjúsági Díj
- 2010 Kubinyi András-díj
- 2013 Kristó Gyula-díj
- 2020 Akadémiai Díj[1]
- 2025 A Magyar Érdemrend tisztikeresztje

## Művei
- 2006 Bereg megye hatóságának oklevelei (1299–1526). Nyíregyháza.
- 2007 A Korlátköviek. Egy előkelő család története és politikai szereplése a 15–16. században. Győr.
- 2008 II. Ulászló koronázása és első rendeletei (Egy ismeretlen országgyűlésről és koronázási dekrétumról). Századok 142, 315–337.
- 2009 Zsigmondkori Okmánytár XI. (1424). Budapest. (társszerző: C. Tóth Norbert)
- 2010-2011 Békekötés Pozsonyban – országgyűlés Budán. A Jagelló-Habsburg kapcsolatok egy fejezete (1490–1492). Századok 144, 335–372; 145, 293–347.
- 2010 Királyi aláírás és pecséthasználat a Jagelló-kor elején. Turul 83, 33–53.
- 2011 A Szapolyai család legrégebbi címere. Turul 84, 123–128.
- 2012 Ecsedi Bátori István. Egy katonabáró működése 1458–1493. Budapest. (társszerző: Horváth Richárd)
- 2012 A Szapolyai család oklevéltára I. Levelek és oklevelek (1458–1526). Budapest.
- 2014 A gróf és a herceg magánháborúja (Szapolyai István és Corvin János harca a liptói hercegségért). Századok 148, 387–426.
- Keresztesekből lázadók. Tanulmányok 1514 Magyarországáról; szerk. C. Tóth Norbert, Neumann Tibor; MTA BTK TTI, Bp., 2015 (Magyar történelmi emlékek. Értekezések)